# Destini (romanzo)
Destini è un romanzo di François Mauriac, pubblicato a Parigi nel 1928.
Il libro è stato tradotto in ungherese, tedesco, olandese, giapponese, svedese, inglese, polacco, oltre che in italiano.

## Trama
La vicenda si svolge nella campagna circostante a Bordeaux, verso la fine degli Anni '20 del XX secolo.
Elisabetta Gornac (48 anni) conduce una vita disciplinata, vivendo con il suocero Giovanni e vedendo di tanto in tanto l'unico suo figlio superstite, Pietro. La donna, sposata in gioventù col figlio maggiore di Giovanni, si è rivelata un'abile amministratrice delle terre unite dalle due famiglie e un'aiutante insostituibile per il suocero che, da parte dei figli, non aveva trovato comunanza di interessi. Inoltre essi erano morti in giovane età. Ma il conflitto di Giovanni Gornac con i suoi figli, si ripete, a distanza di una generazione, con il nipote Pietro, attivista cattolico ventiduenne, tutto preso dalla sua missione.
Nella casa accanto ai Gornac vive la famiglia Lagave. La madre, Maria, ha cresciuto da sola il figlio Agostino, studente insuperabile, ecx seminarista, laureato e funzionario dell'ufficio Imposte statale. Gli studi di Agostino sono stati patrocinati da Giovanni Gornac, legato da sincera amicizia a Maria. Ma il matrimonio di Agostino ha dato un frutto imprevisto: il figlio Roberto, di 23 anni, si è rivelato fannullone e vizioso. Bellissimo, riesce ad affascinare chi lo avvicina e ottiene denaro, lavori, contatti molto al di sopra della sua condizione, e la vita che conduce è una spina nel fianco per il padre e la nonna.
Durante una malattia polmonare, Roberto, detto Bob, è continuo oggetto di visite e doni dai suoi amici, e ciò esaspera il padre, che decide di spedirlo in campagna dalla nonna a trascorrere la convalescenza. Ma gli amici parigini sono forniti di veloci automobili e, in particolare Paola, una ragazza innamorata di lui e ricambiata, cerca il modo per raggiungerlo. La giovane è una lontana parente dei Gornac, conosce Pietro e ha delle terre a circa ottanta chilometri da lì: basterà simulare un guasto dell'auto e potrà trascorrere un paio di giorni con l'amato.
Così Bob coinvolge Elisabetta nel piano, chiedendole se, in caso di incidente, lei potrà ospitare la sua fidanzata. La donna si dichiara contraria, ma ha sempre avuto un debole per il ragazzo e si rende conto che in fondo la ragazza è una parente e non è facile chiuderle la porta in faccia. Tuttavia Elisabetta preferisce evitare di informare il suocero. Il clima di cospirazione turba Elisabetta e questo sentimento si accresce quando si rende conto dell'esistenza di un amore sensuale, totalmente ignoto a lei che si era trovata bene in un matrimonio combinato
La situazione precipita quando, mentre Elisabetta sta aspettando a tarda sera che paola rientri, arriva inaspettato il figlio Pietro. La madre non riesce a impedire che lui incontri Paola e avviene che, con zelo fanatico, Pietro si metta a divulgare tutte le scelleratezze di Roberto, con lo scopo di preservare la giovane dal compromettersi con un essere infernale. I crimini di Roberto non sono esplicitati, Elisabetta, che si è ritirata, sente solo il figlio urlare. Il mattino dopo, di buon'ora, Paola se ne va, col proposito di indagare sulle informazioni che ha avuto e di regolarsi in seguito.
Quando Roberto viene a cercare la ragazza, incontra Pietro che gli narra quanto è successo e invita il vicino a pentirsi, a cambiare vita. Ma Roberto si offende e sferra all'altro un pugno che lo sbatte a terra svenuto. Si dirà che Pietro è caduto dalla terrazza e non ci saranno conseguenze per Roberto, anche perché Giovanni ha avuto un collasso e chiama al suo letto, oltre alla nuora, Maria Lagave, l'amica di sempre. Quando Pietro si riprende, la madre sta mutando atteggiamento e lo accusa di ergersi a giudice degli altri e di non averne il diritto. Accusa anche se stessa per aver aperto la porta a qualcosa che non può più controllare.
Pietro riparte, Roberto scrive a Paola, che non risponde. Il giovane si dà all'alcool e un giorno si comporta in modo sconveniente con Elisabetta, che fugge inorridita. Immerso nella disperazione, approfitta della visita di alcuni amici per fuggire con loro. Ed infine giunge la notizia della sua morte: alla guida di un'auto, ubriaco e correndo a 120 chilometri l'ora, Roberto è finito in un passaggio a livello chiuso. Nell'urto con il treno, l'auto è andata in fiamme e Roberto è rimasto pressoché carbonizzato.
Conclusione - I funerali di Roberto sono avvenuti a Parigi dove vivono i suoi genitori, ma il padre vuole che la salma sia tumulata al cimitero del paese. Una sorprendente presenza di sconosciuti alle esequie e una profusione incredibile di fiori fanno comprendere quanto Roberto fosse benvoluto. Quando poi il feretro arriva al villaggio, giungono anche Pietro e Paola. La giovane aveva deciso, troppo tardi, di sposare Roberto e di accettarlo; sarebbero vissuti nell'amore. Pietro, dal canto suo, si convince di aver causato la rovina di Roberto e di essere stato il contrario di un cristiano. Ancor più si rode quando, dopo una ricerca, viene informato che il reprobo ha fatto una fine pietosa in un presbiterio e ha ricevuto i Sacramenti.
Inoltre Elisabetta, dopo una prima reazione di chiusura, si lascia andare a un dolore vivo e si sente più vicina al bellissimo seduttore che non al figlio aspirante monaco e apostolo. Ma il senso del dovere la aiuterà a separarsi senza astio dal figlio, che parte per il deserto come missionario delle popolazioni nomadi sahariane. E, con molto trascorrere di tempo e visite assidue al cimitero, Elisabetta tornerà alla vita di sempre.

## Opere derivate
Nel 1965 è stato prodotto il telefilm Destins dal romanzo di François Mauriac, regia di Pierre Cardinal, interpreti principali: Alice Sapritch, Robert Tzakiri, Jean-François Poron.

## Edizioni in italiano
- François Mauriac, Destini, traduzione dal francese di Marise Ferro, ed. Mondadori, Milano-Verona 1933;
- François Mauriac, Destini, ed. A. Mondadori, Milano 1958 (contiene anche: Un letterato; Pugnalate, Tit. orig: Destins; Un homme de lettres; Coups de couteau);
- Francois Mauriac, Scrittori del mondo: i Nobel, prefazione di Carlo Bo, ed. UTET, Torino 1964, (contiene: Il bacio al lebbroso; Destini; Groviglio di vipere; Vita di Gesù);
- François Mauriac, Destini, introduzione di Giuliano Vigini, ed. A. Mondadori, Milano 1992;